# Isthmomys pirrensis
Isthmomys pirrensis är en däggdjursart som först beskrevs av Edward Alphonso Goldman 1912. Arten förekommer endast i Panama. Isthmomys pirrensis ingår i släktet Isthmomys, och familjen hamsterartade gnagare. IUCN kategoriserar arten globalt som livskraftig. Inga underarter finns listade.
Vuxna exemplar är 15,7 till 17,2 cm långa (huvud och bål) och har en 18,5 till 20,4 cm lång svans. Bakfötterna är cirka 3,7 cm långa och viktuppgifter saknas. Pälsen har på ovansidan en kanelbrun färg, ibland med intensivare inslag av röd. Dessutom är några svarta hår inblandade. Undersidan är täckt av vit päls med lite inslag av violett. Jämförd med Isthmomys flavidus, som är den andra arten i samma släkte, är Isthmomys pirrensis mörkare och bakfötterna är längre.